# Urwald Wichmanessen
Der Urwald Wichmanessen ist ein FFH- und Naturschutzgebiet im gemeindefreien Gebiet Gutsbezirk Reinhardswald im Landkreis Kassel in Hessen.

## Allgemeines
Das Naturschutzgebiet mit der Gebietsnummer 1633001 ist 12,7 Hektar groß. Es ist praktisch deckungsgleich mit dem gleichnamigen FFH-Gebietes. Das Gebiet steht seit dem 1. November 1965 unter Naturschutz.

## Beschreibung
Das Naturschutzgebiet liegt südöstlich von Bad Karlshafen im Norden des Reinhardswaldes, der Teil des Naturparks Reinhardswald ist. Es stellt einen naturnahen Hainsimsen-Buchenwald mit Übergängen zum Waldmeister-Buchenwald unter Schutz, der aus einem ehemaligen Hutewald hervorging. Der Wald wird seit etwa 1890 forstwirtschaftlich nicht mehr genutzt. Er wird von alten Eichen und Hainbuchen geprägt und verfügt über einen hohen Alt- und Totholzanteil. Im Naturschutzgebiet gibt es das deutschlandweit einzige bekannte Vorkommen des Schleimpilzes Elaeomyxa cerifera.
Das Gebiet hat eine große Bedeutung für holzbewohnende Insekten. Im Naturschutzgebiet wurden um die 240 Käferarten nachgewiesen, darunter beispielsweise Balkenschröter, Silberner Grünrüssler, Buchenspringrüssler und Grüner Edelscharrkäfer. Das Gebiet ist Lebensraum für die Fledermausarten Wasserfledermaus, Kleine und Große Bartfledermaus und Fransenfledermaus. Weiterhin beherbergt es unter anderem die Vogelarten Hohltaube, Trauerschnäpper, Waldlaubsänger, Kleiber und verschiedene Spechte, darunter den Schwarzspecht. Zusammen mit den das Naturschutzgebiet umgebenden Wäldern des Reinhardswaldes ist es Lebensraum der Wildkatze.
Im Naturschutzgebiet sowie auch in angrenzenden Bereichen sind Spuren von Wölbäcker als Relikte einer früheren ackerbaulichen Nutzung des Gebietes zu finden. 
Im Osten wird das Naturschutzgebiet von der zwischen Bad Karlshafen und Gottsbüren durch den Reinhardswald verlaufenden Kreisstraße begrenzt. Ansonsten ist es von weiteren Waldgesellschaften umgeben. Teilweise verlaufen Forstwege am Rand des Naturschutzgebietes.